# Boswell Williams
 (juillet 2014).
Si vous disposez d'ouvrages ou d'articles de référence ou si vous connaissez des sites web de qualité traitant du thème abordé ici, merci de compléter l'article en donnant les références utiles à sa vérifiabilité et en les liant à la section « Notes et références ».
Boswell Williams, né le 16 mai 1926 et mort le 20 juillet 2014, est un politicien de l'île Sainte-Lucie qui représenta le district de Vieux Fort à l'Assemblée législative de 1974 à 1979.

## Biographie
Boswell Williams fut désigné pour représenter la reine Élisabeth II au poste de gouverneur-général de cette île le 19 juin 1980, afin de remplacer Sir Allen Montgomery Lewis, père de l'ancien premier ministre Vaughan Lewis. Choisi pour en être le gouverneur général par intérim, il en détint officiellement la fonction à partir de décembre 1981 (il demeura en poste jusqu'à la fin de 1982). Williams fut confronté au plus épineux problème constitutionnel de l'histoire de son pays lorsque le budget proposé par le premier ministre Allan Louisy fut refusé par le Parlement. Étant en position d'assumer les pleins pouvoirs en vertu de la Constitution de l'île, il préféra déclencher des élections anticipées qui mena au pouvoir le parti travailliste de Winston Cenac. Boswell Williams démissionna le 13 décembre 1982. 
Il mourut à sa résidence de Sans Soucis, le 20 juillet 2014.